# Goniocorella dumosa
Goniocorella dumosa är en korallart som först beskrevs av Alcock 1902.  Goniocorella dumosa ingår i släktet Goniocorella och familjen Caryophylliidae. Inga underarter finns listade i Catalogue of Life.